# 하동군
하동군(河東郡)은 대한민국 경상남도 서부에 있는 군으로, 화개장이 유명하다. 
남쪽과 서쪽으로 섬진강을 끼고, 전라남도하고 경계를 이룬다. 
군청 소재지는 하동읍이고, 행정구역은 1읍 12면이다. 매년 하동문화제가 개최되며, 특산물로 섬진강 재첩이 유명하다.

## 역사
진국에는 다사촌으로 불렸고, 삼한 시대에는 변한 12국의 하나인 악노국에 속했으며, 삼국시대에는 가야와 백제에 속했다.
| Daedongyeojido (Gyujanggak) 18-04.jpg | Daedongyeojido (Gyujanggak) 18-03.jpg |
| Daedongyeojido (Gyujanggak) 19-04.jpg | Daedongyeojido (Gyujanggak) 19-03.jpg |

- 512년: 일본서기 게이타이기(繼體紀) 6년(512년) 12월조에, 가야의 사타(娑陀)로 나온다.[1] 백제가 공격한 가야의 땅으로 나온다.
- 513년부터 여러 이름이 일본서기에 나타난다. 게이타이기 513년 11월조에 ‘체사(滯沙)’, 514년 3월조에 ‘대사(帶沙)’, 또 529년 3월조에 ‘다사진(多沙津)’이 있다고 실려 있다. 이로써 ‘滯沙’·‘帶沙’·‘多沙’는 모두 우리 말 지명 ‘다사’에 대한 다른 한자 표기로 여겨진다.[1][주 1]
- 가야 대가야 대사(帶沙), 다사군(多沙郡) 또는 다사성(多沙城)[주 2]으로 불렸다.
- 540년: 일본서기 긴메이기(欽明紀) 원년(540년) 9월조에도 사타(裟陀) 지명이 나온다. 사타는 ‘다사’의 오기로 보인다.
- 백제 다사(多沙) 가운데 큰 곳을 한다사군(韓多沙郡), 작은 곳을 소다사현(小多沙縣)으로 개칭.[주 3]
- 신라 757년(경덕왕 16년): 한다사군은 하동군으로, 소다사현은 악양현(嶽陽縣)으로 개칭.
- 고려 진주목 하동현.
- 조선 1414년(태종 14년): 남해현과 합쳐 하남현으로 개칭
- 1702년(숙종 28년): 악양현을 하동군에 편입하였다.
- 1704년(숙종 30년): 하동도호부로 승격
- 1895년 6월 23일(음력 윤5월 1일): 도호부 제도가 폐지되고, 23부제가 시행되면서 진주부 하동군으로 개편[2]
- 1896년 8월 4일: 13도제가 실시되면서 경상남도 하동군으로 개편[3]
- 1906년 9월 24일: 진주군에서 현재의 옥종면, 청암면, 북천면 일부를 편입하였다.[4]
- 1914년 4월 1일: 곤양군 서면, 금양면을 편입하여 15면으로 개편하였다.

| 조선총독부령 제111호      |                |                                                                                |
| 구 행정구역               | 신 행정구역    | 신 행정구역                                                                    |
| 하동군 마전면(馬田面)     | 고전면         | 성천리, 범아리, 대덕리, 전도리                                                 |
| 하동군 고현면(古縣面)     | 고전면         | 명교리, 성평리, 고하리                                                         |
| 하동군 팔조면(八助面)     | 고전면         | 신월리                                                                         |
| 하동군 서양곡면(西良谷面) | 양보면         | 통정리, 박달리, 지례리, 운암리                                                 |
| 하동군 외횡보면(外橫甫酉) | 양보면         | 우복리, 감당리, 장암리                                                         |
| 하동군 북면(北面)         | 북천면         | 직전리, 사평리, 방화리                                                         |
| 하동군 대야천면(大也川面) | 북천면         | 화정리, 서황리, 옥정리                                                         |
| 하동군 정수면(正水面)     | 옥동면(玉洞面) | 정수리, 대곡리                                                                 |
| 하동군 운곡면(雲谷面)     | 옥동면(玉洞面) | 병천리, 청룡리, 양구리                                                         |
| 하동군 북평면(北平面)     | 옥동면(玉洞面) | 법대리, 북방리                                                                 |
| 하동군 종화면(宗化面)     | 가종면         | 종화리, 문암리, 안계리, 월횡리                                                 |
| 하동군 가서면(加西面)     | 가종면         | 두양리, 원계리, 중태리                                                         |
| 하동군 덕양면(德陽面)     | 덕양면         | 비파리, 광평리, 읍내리, 두곡리, 화심리, 흥룡리                                 |
| 하동군 팔조면(八助面)     | 덕양면         | 목도리, 신기리                                                                 |
| 하동군 적량면(赤良面)     | 적량면         | 동리, 서리, 우계리, 관리, 동산리, 남산리                                       |
| 하동군 팔조면(八助面)     | 적량면         | 고절리                                                                         |
| 하동군 내횡보면(內橫甫面) | 내횡보면       | 애치리, 여의리, 횡천리, 학리                                                   |
| 하동군 청암면(靑岩面)     | 내횡보면       | 전대리, 월평리                                                                 |
| 하동군 악양면(岳陽面)     | 악양면         | 축지리, 신대리, 신성리, 신흥리, 중대리, 동매리, 등촌리, 매계리, 정동리, 정서리 |
| 하동군 화개면(花開面)     | 악양면         | 봉대리, 입석리, 평사리                                                         |
| 하동군 덕양면(德陽面)     | 악양면         | 미점리                                                                         |
| 하동군 동면(東面)         | 동면           | 월운리, 관곡리, 고이리, 송원리, 백련리, 진교리                                 |
| 하동군 화개면(花開面)     | 화개면         | 부춘리, 덕은리, 탑리, 삼신리, 정금리, 운수리, 용강리, 범왕리, 대성리           |
| 하동군 청암면(靑陽面)     | 청암면         | 궁암리, 위태리, 회신리, 평촌리, 묵계리, 명호리, 중이리, 상이리                 |
| 하동군 마전면(馬田面)     | 남면           | 갈사리                                                                         |
| 곤양군 서면(西面)         | 남면           | 덕천리, 계천리, 대도리, 진정리, 대송리, 송문리, 궁항리, 가덕리, 고포리         |
| 곤양군 금양면(金陽面)     | 금양면         | 노량리, 대치리, 중평리, 고룡리, 양포리, 안심리                                 |
- 1915년 1월 1일: 전라남도 광양군 다압면 섬진리 일부를 하동군에 편입하였다.[5]
- 1917년 : 덕양면을 하동면으로, 내횡보면을 횡천면으로, 동면을 진교면으로 개칭하였다.
- 1928년 4월 1일: 옥동면과 가종면이 옥종면으로 합면하였다.(13면)
- 1933년 1월 1일: 금양면을 폐지하여 진교면·금남면(구 남면)에 편입하였다.
- 1938년 10월 1일: 하동면을 하동읍으로 승격하였다. (1읍 11면)
- 1989년 4월 1일: 금남면 갈사출장소를 금성면으로 승격하였다. (1읍 12면)

## 지리
하동군은 한반도의 남단, 경상남도의 가장 서쪽에 자리를 잡고 있으며, 북쪽으로 지리산을 이고, 남쪽으로는 한려해상국립공원인 남해 바다에 접한다. 섬진강을 경계로 하여 전라남도 광양시와 구례군, 지리산을 경계로 하여 전라북도 남원시와 경상남도 산청군과 함양군 그리고 진주시와 사천시에 닿아 있으며, 남해 바다를 경계로 남해군과 인접해 있는 복잡한 접경을 하고 있다. 총면적은 675.5km2로 경남의 6.4%를 차지하며, 현재 1개의 읍과 12개의 면 108개의 법정리, 319개 행정리, 520개반, 580개의 자연 마을이 존재한다.
하동군에는 지리산국립공원과 한려해상국립공원 2개의 국립공원이 위치하고 있다. 또한 사적151호로 고소성군립공원이 존재한다. 하동읍 광평리에 있는 백사청송송림공원은 조선 영조 21년에 심었던 소나무가 250년의 세월을 거쳐 26,000평방미터의 거대한 솔밭이 되어 천연기념물 제445호로 지정되었다. 다도해를 품고 있는 남해 바다에는 한려해상국립공원이 있으며, 백두대간의 끝자락에 치솟은 지리산으로 인해 토끼봉(1,533m), 영신봉(1,650m), 삼각고지(1,586m), 삼신봉(1,284m) 등 1,000m가 넘는 높은 봉우리들이 즐비하게 있다.
지리산에 발원하여 남해에 이르는 섬진강은 하동의 젖줄이자 생명선이 되고 있다. 특히 이곳에서 나는 재첩은 이름 높은 특산물로 전국에 널리 알려져 있다. 섬진강에는 22개의 섬이 있으며, 그 중 유인도는 대도섬이 유일하다. 덕천강은 낙동강 수계에 속하며, 낙동강의 제2지류(제1지류는 남강)이다. 길이는 국가하천 46.72km, 지방2급하천 43.55km, 하천연장 34km, 유역면적은 국가하천 445.14km2, 지방2급하천) 391.54km2에 이른다. 강물은 하동군 옥종면과 진주시 수곡면 사이를 흘러 사천시 곤명면 진양호로 흘러들어간다.

### 기후
봄에는 강한 바람이 불고 황사현상이 자주 나타나며, 여름에는 장마전선이 형성되어, 7, 8월에는 집중호우를 동반한 태풍과 가을에는 맑고 청명한 날씨가 계속되고, 겨울에는 북서계절풍이 불어 추운 날씨가 계속되는 곳이다. 기온은 연평균 15.1도로 최고기온은 35.2도, 최저기온은 -10.9도를 기록하고 있으며, 년평균강수량은 1,683.8mm이다.

## 지질과 화석

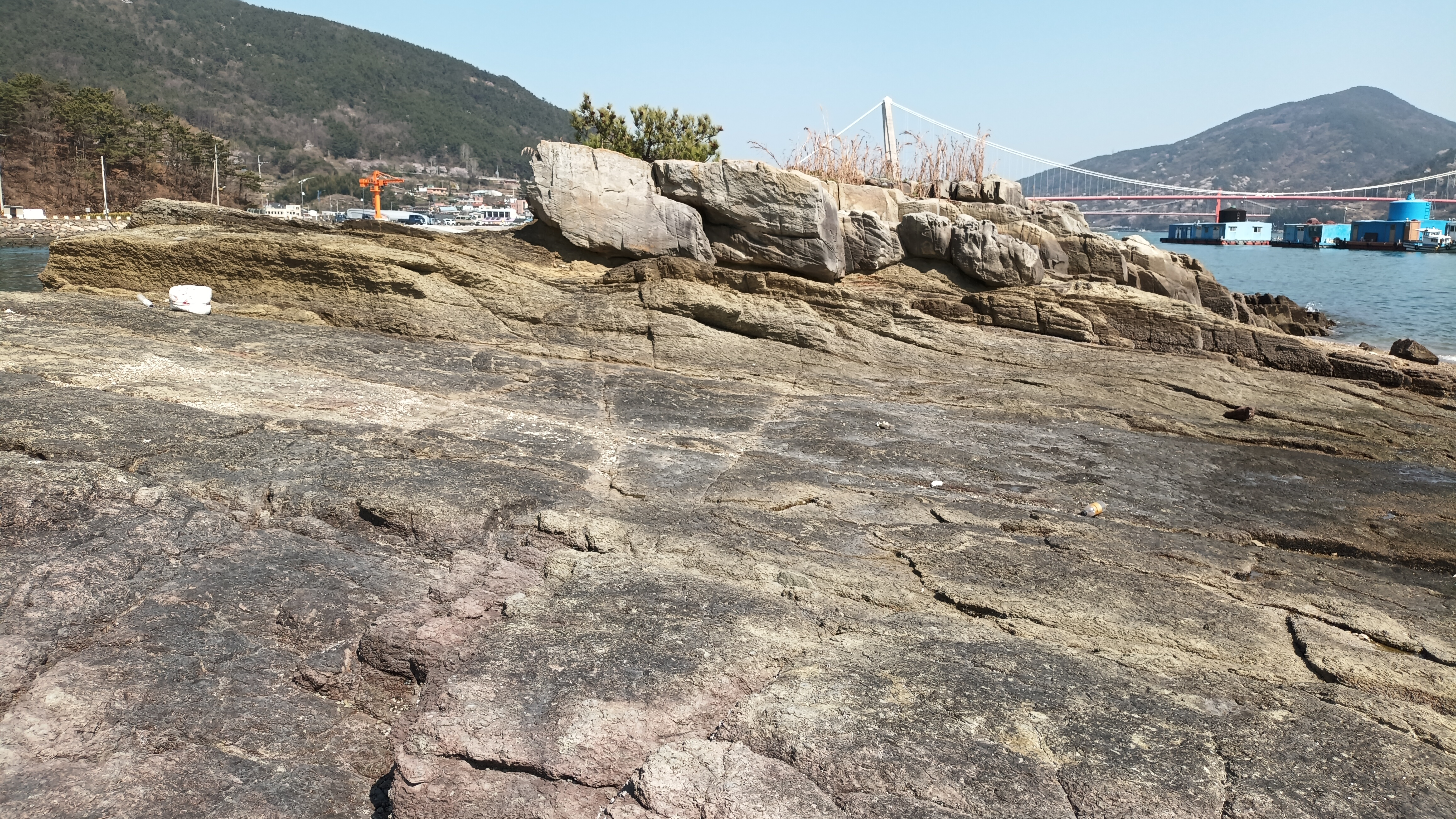
하동군 금남면 송문리 해안의 하산동층 (금남면 송문리 산 191 남동 해안지역), 이암층 위에 하도구조에 의해 형성된 사암층이 퇴적되었다. 뒤로 남해대교가 보인다.

## 행정 구역
하동군의 행정 구역은 1읍 12면 108개 법정리 557개 자연마을로 구성되어 있으며, 면적은 675.27km2이다. 인구는 2008년 12월 30일을 기준으로 22,066세대 53,765명이고 전체의 22.3%가 하동읍에 거주한다.